# Monor, Bistrița-Năsăud
Monor (în maghiară Monorfalva, Monor, în germană Mindendorf, Mindorf, în dialectul săsesc Mindendref) este satul de reședință al comunei cu același nume din județul Bistrița-Năsăud, Transilvania, România.

## Vechea mănăstire
Aici s-a aflat mănăstirea cu numele „Obursie dictum". Pe timpul episcopului Grigore Maior aparținea uniților.

## Obiective turistice
- Rezervația naturală Vulcanii Noroioși „La Gloduri” (2 ha),
- Muzeul Memorial Teodor Tanco.

## Personalități
- Paul Tanco (1843-1916), doctor în matamatică, pedagog
- Teodor Tanco (1925-2019), scriitor, eseist, dramaturg și istoric literar
- Gelu Furdui (n. 1943), muzicolog
- Ilie T. Echim, inginer electrotehnist, inventator
- Teodor Echim, inginer horticultor, cercetător, creator de soiuri, autor

## Imagini

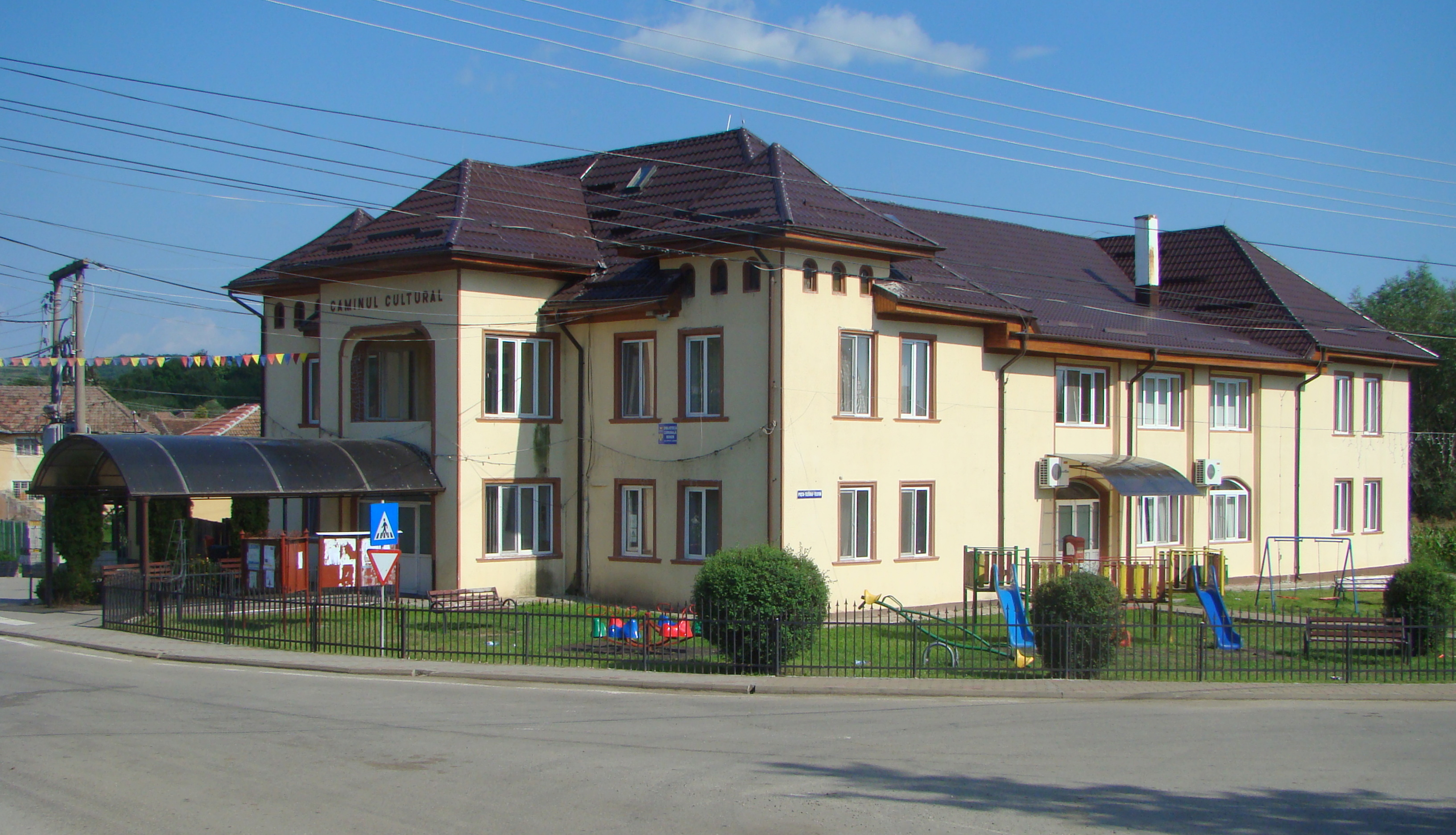
Căminul cultural
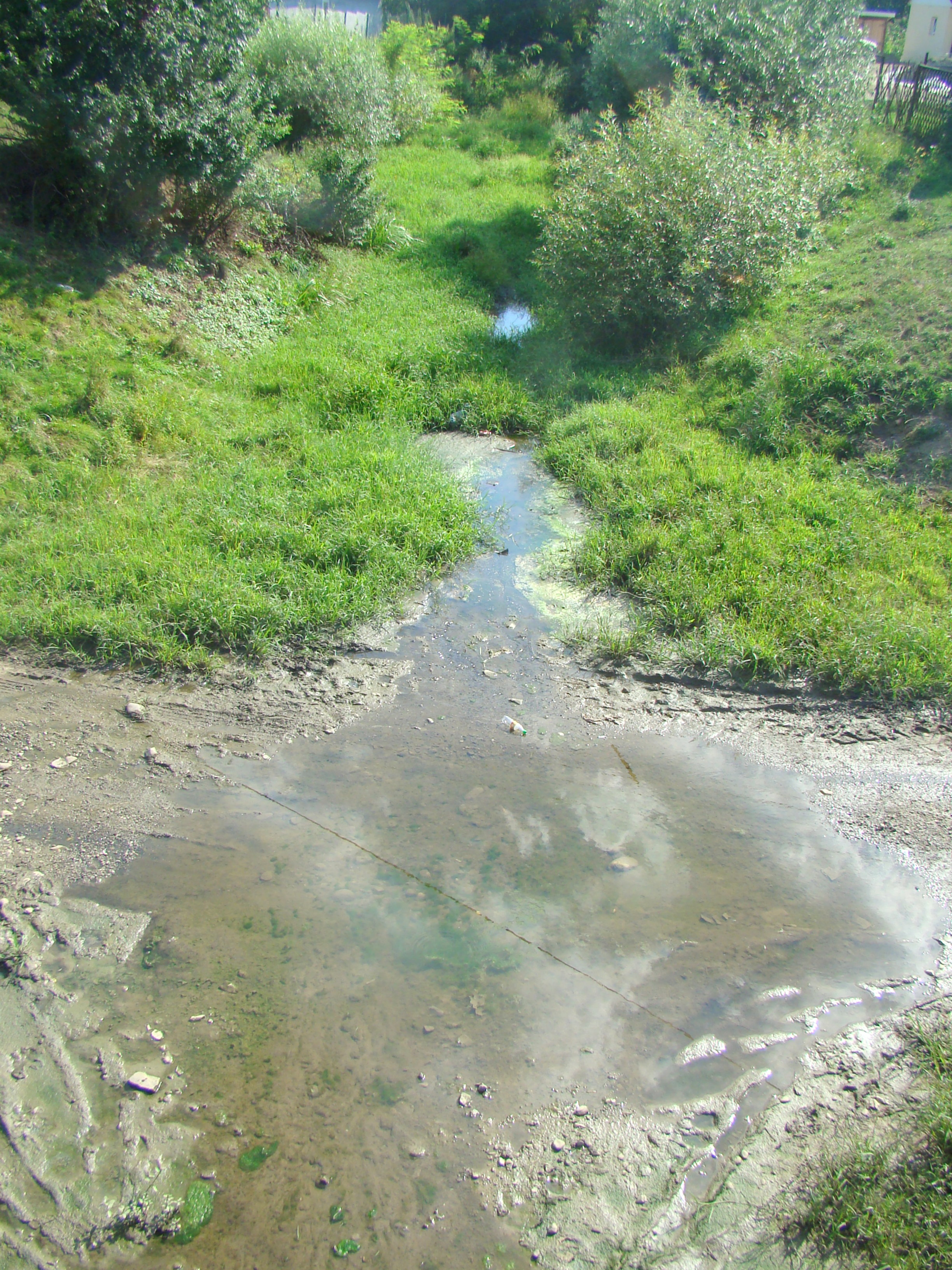
Pârâul Luț
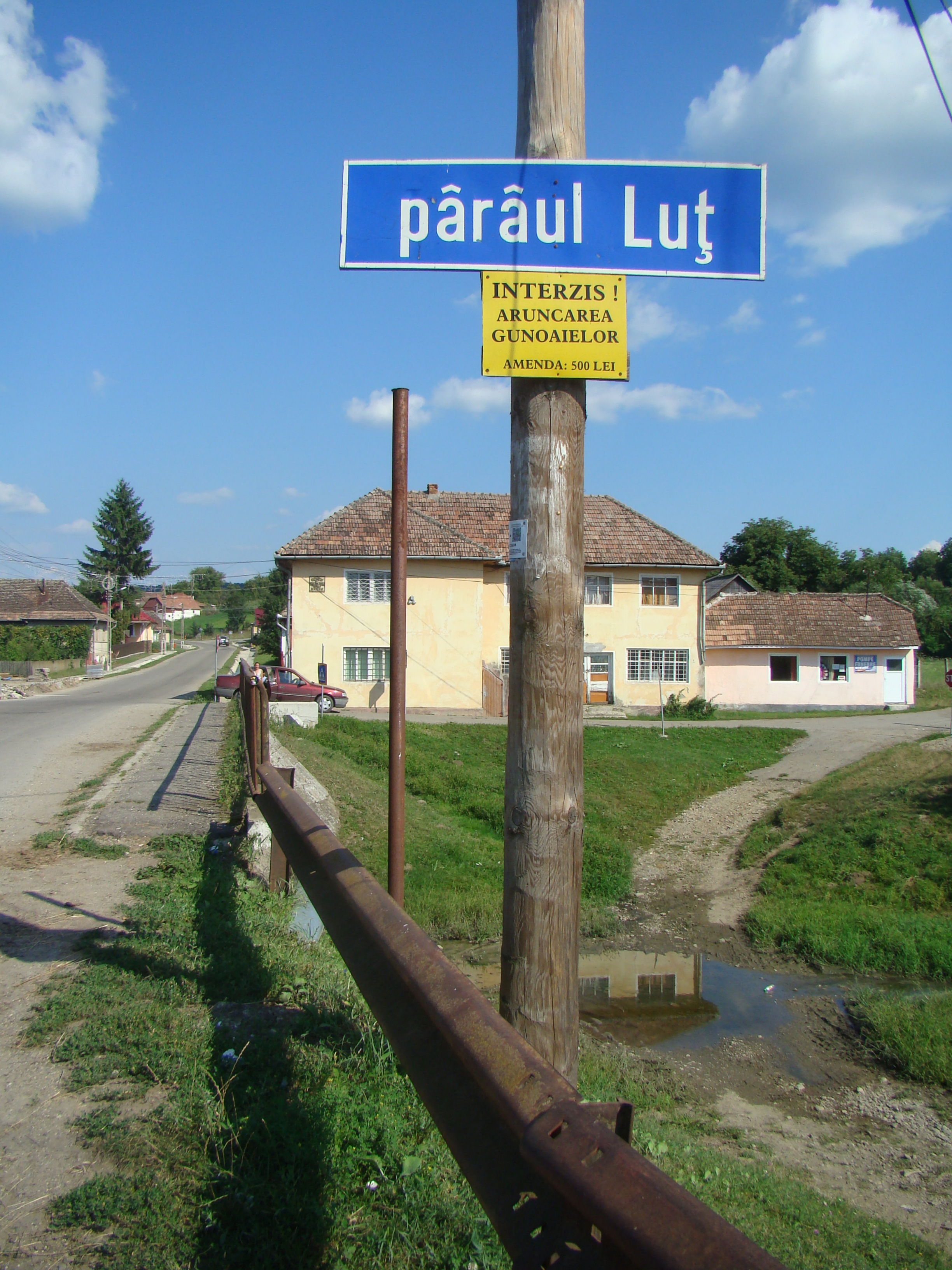
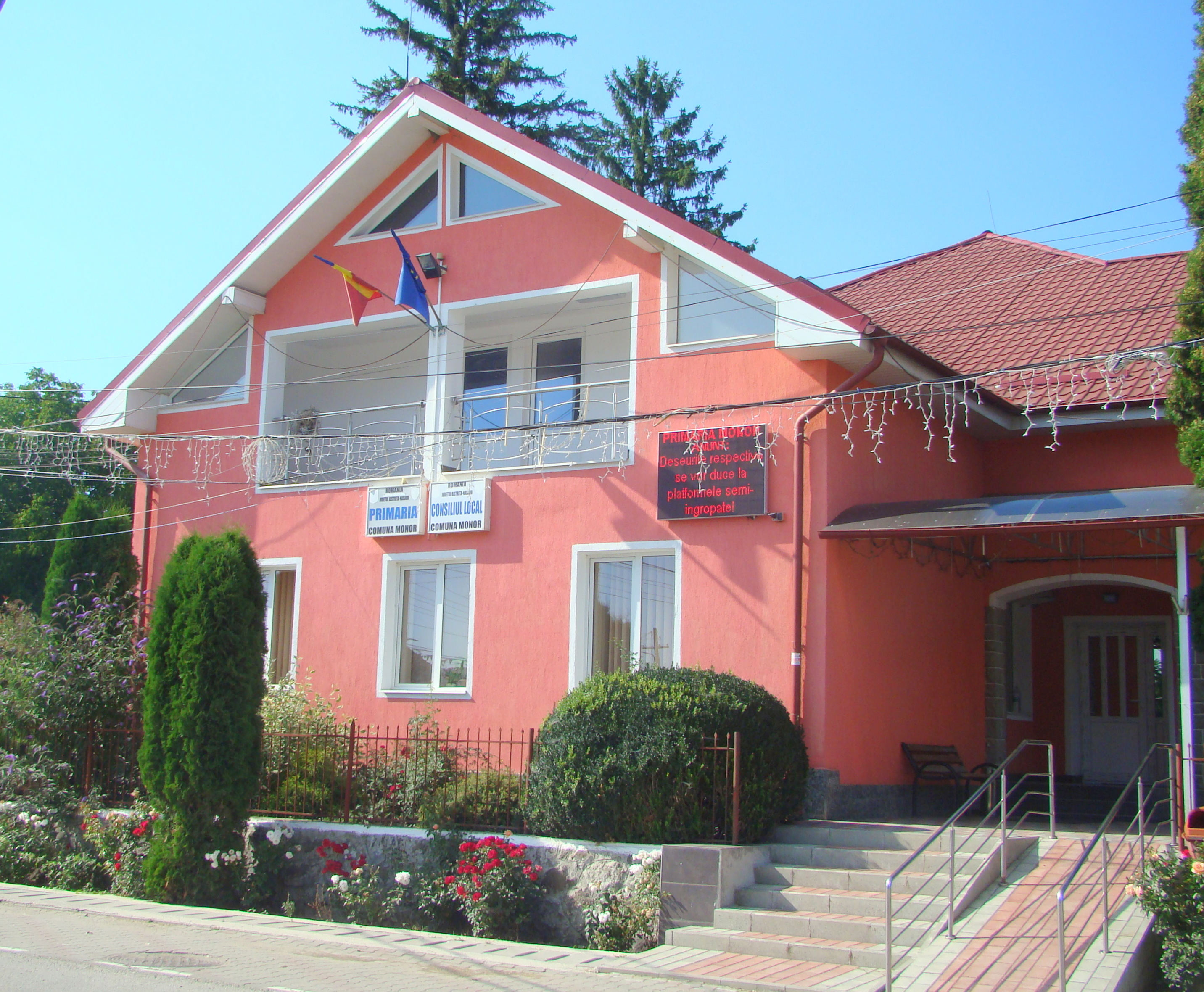
Primăria
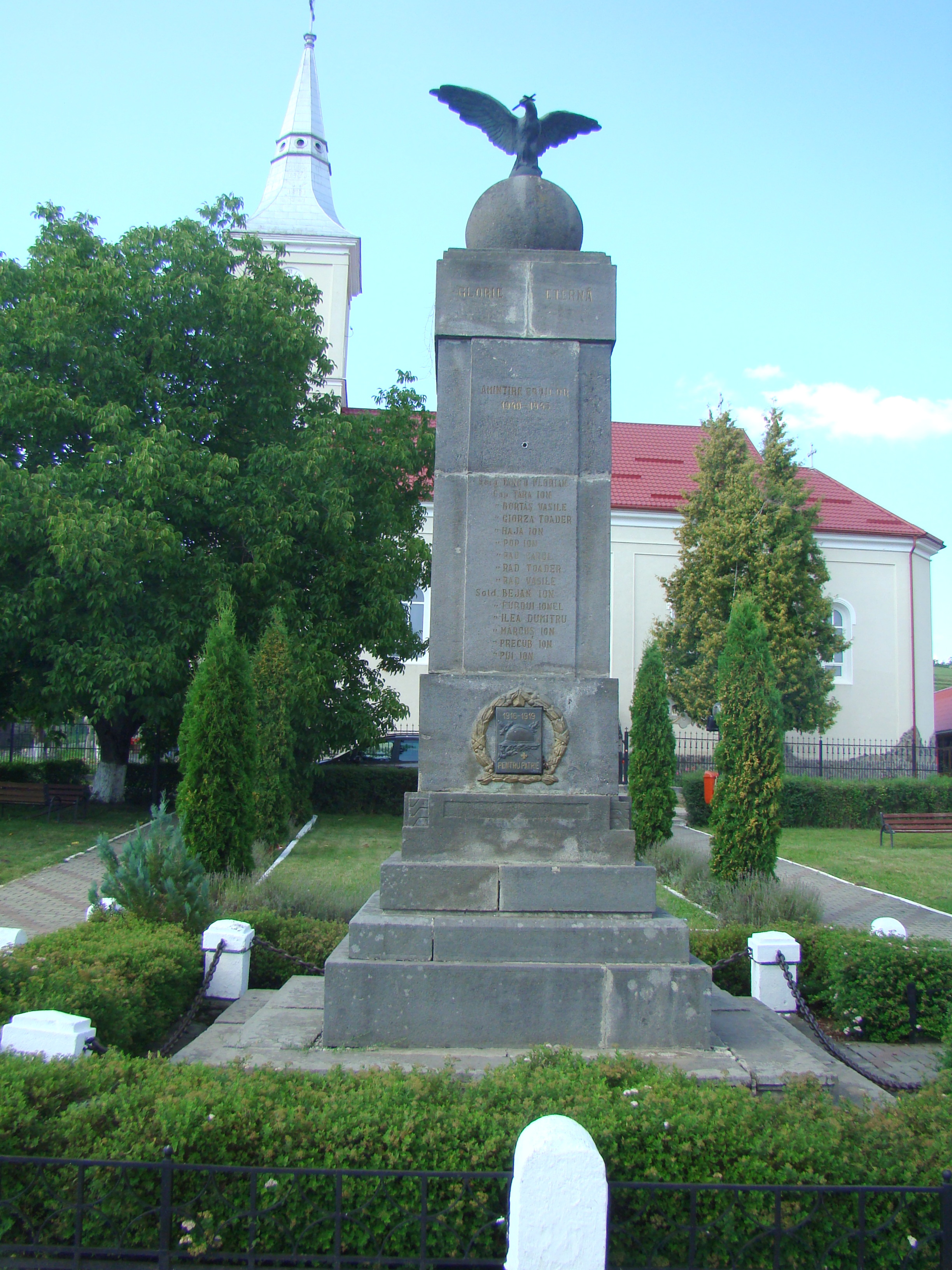
Monumentul eroilor
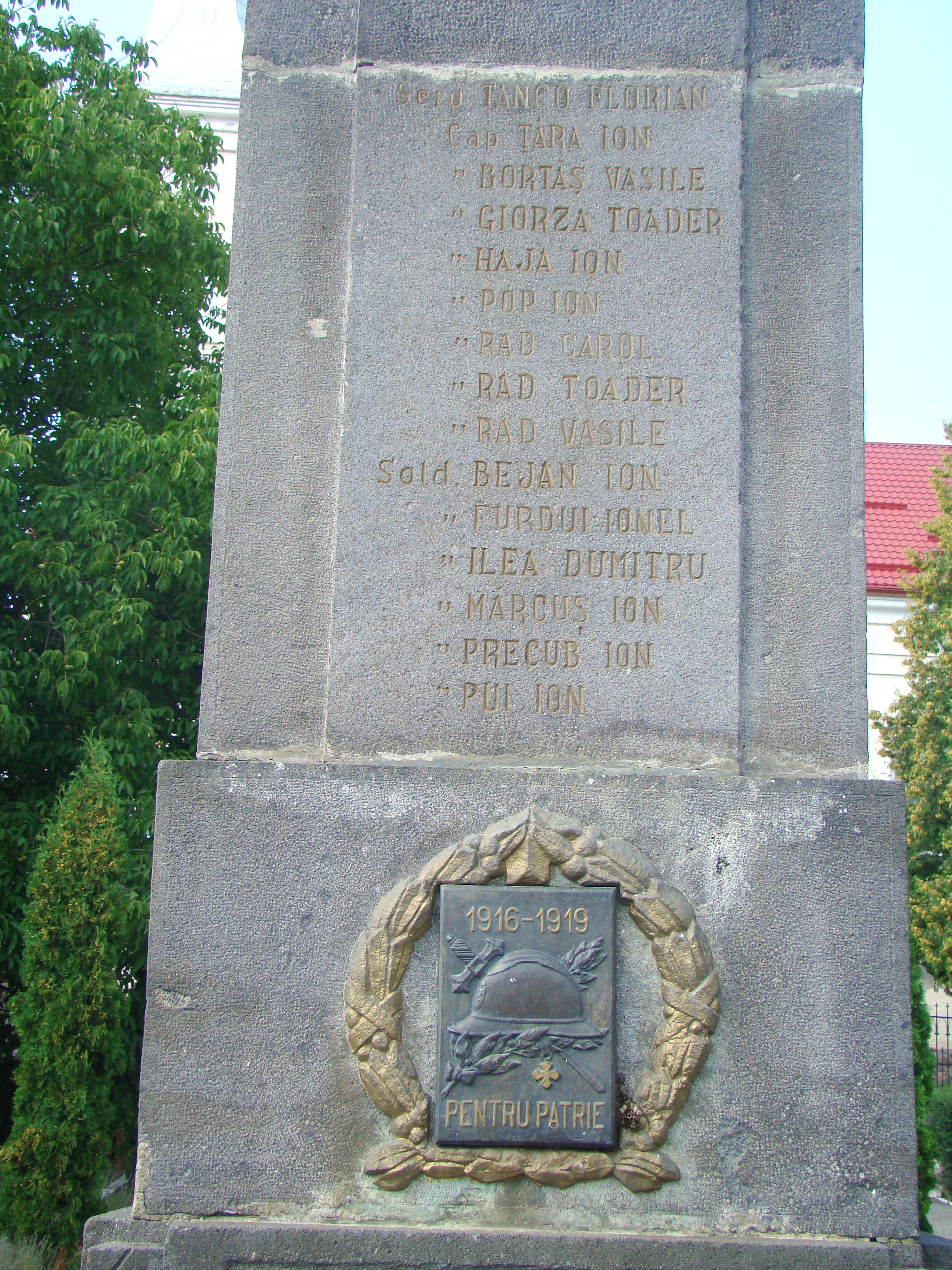
Monumentul eroilor (detaliu)